# Матареле (Мантова)
Матареле је насеље у Италији у округу Мантова, региону Ломбардија.
Према процени из 2011. у насељу је живело 17 становника. Насеље се налази на надморској висини од 108 м.